# Campeonato colombiano 1999
El Campeonato colombiano 1999 fue la 52a edición de la Categoría Primera A de fútbol profesional colombiano. Comenzó el domingo 7 de febrero y finalizó el domingo 19 de diciembre. 

## Cobertura por televisión
Para el campeonato de 1999 los derechos de transmisión por televisión fueron otorgados a los canales privados Caracol Televisión y RCN Televisión (alternando entre ellos la transmisión de un partido por fecha) y también a la cableoperadora Sky (hasta 3 partidos por fecha).

## Sistema de juego
En los torneos Apertura y Finalización se dividieron los 16 equipos en 4 grupos, en el Apertura fueron cuadrangulares regionales y en el Finalización fueron por sorteo disputándose 6 fechas. Posteriormente se llevaron a cabo 15 fechas bajo el sistema de todos contra todos más una fecha de clásicos para un total de 22 fechas en cada torneo.
El ganador del torneo Apertura clasificaba directamente a la Copa Libertadores del año 2000 así mismo ganaba el derecho a disputar la final por el título de la liga.
Cabe destacar que en el Torneo Finalización se definió al ganador por medio del sistema de cuadrangulares semifinales y final.

## Equipos participantes

### Relevo anual de clubes
| Ascendido a la Primera A                       |
| ---------------------------------------------- |
| Deportivo Pasto (Campeón de la Primera B 1998) |

| Descendido a la Primera B                                    |
| ------------------------------------------------------------ |
| Deportivo Unicosta (Peor promedio acumulado en la Primera A) |

### Datos de los clubes
| Equipo                 | Ciudad       | Estadio                        |
| ---------------------- | ------------ | ------------------------------ |
| América de Cali        | Cali         | Olímpico Pascual Guerrero      |
| Atlético Bucaramanga   | Bucaramanga  | Alfonso López                  |
| Atlético Huila         | Neiva        | Guillermo Plazas Alcid         |
| Atlético Nacional      | Medellín     | Atanasio Girardot              |
| Cortuluá               | Tuluá        | Doce de Octubre                |
| Deportes Quindío       | Armenia      | Centenario                     |
| Deportes Tolima        | Ibagué       | Manuel Murillo Toro            |
| Deportivo Cali         | Cali         | Olímpico Pascual Guerrero      |
| Deportivo Pasto        | Pasto        | Departamental Libertad         |
| Envigado F. C.         | Envigado     | Polideportivo Sur              |
| Independiente Medellín | Medellín     | Atanasio Girardot              |
| Junior                 | Barranquilla | Metropolitano Roberto Meléndez |
| Millonarios            | Bogotá       | Nemesio Camacho El Campín      |
| Once Caldas            | Manizales    | Estadio Palogrande             |
| Santa Fe               | Bogotá       | Nemesio Camacho El Campín      |
| Unión Magdalena        | Santa Marta  | Eduardo Santos                 |

### Localización
| Antioquia       | 3 | Atlético Nacional, Envigado F. C. e Independiente Medellín | Nacional Envigado F. C. DIM Millonarios Santa Fe Caldas Quindío Cortuluá América Cali Bucaramanga Tolima Unión Junior Huila Pasto |
| Valle del Cauca | 3 | América de Cali, Cortuluá y Deportivo Cali                 | Nacional Envigado F. C. DIM Millonarios Santa Fe Caldas Quindío Cortuluá América Cali Bucaramanga Tolima Unión Junior Huila Pasto |
| Bogotá, D. C.   | 2 | Millonarios y Santa Fe                                     | Nacional Envigado F. C. DIM Millonarios Santa Fe Caldas Quindío Cortuluá América Cali Bucaramanga Tolima Unión Junior Huila Pasto |
| Atlántico       | 1 | Junior                                                     | Nacional Envigado F. C. DIM Millonarios Santa Fe Caldas Quindío Cortuluá América Cali Bucaramanga Tolima Unión Junior Huila Pasto |
| Caldas          | 1 | Once Caldas                                                | Nacional Envigado F. C. DIM Millonarios Santa Fe Caldas Quindío Cortuluá América Cali Bucaramanga Tolima Unión Junior Huila Pasto |
| Huila           | 1 | Atlético Huila                                             | Nacional Envigado F. C. DIM Millonarios Santa Fe Caldas Quindío Cortuluá América Cali Bucaramanga Tolima Unión Junior Huila Pasto |
| Magdalena       | 1 | Unión Magdalena                                            | Nacional Envigado F. C. DIM Millonarios Santa Fe Caldas Quindío Cortuluá América Cali Bucaramanga Tolima Unión Junior Huila Pasto |
| Nariño          | 1 | Deportivo Pasto                                            | Nacional Envigado F. C. DIM Millonarios Santa Fe Caldas Quindío Cortuluá América Cali Bucaramanga Tolima Unión Junior Huila Pasto |
| Quindío         | 1 | Deportes Quindío                                           | Nacional Envigado F. C. DIM Millonarios Santa Fe Caldas Quindío Cortuluá América Cali Bucaramanga Tolima Unión Junior Huila Pasto |
| Santander       | 1 | Atlético Bucaramanga                                       | Nacional Envigado F. C. DIM Millonarios Santa Fe Caldas Quindío Cortuluá América Cali Bucaramanga Tolima Unión Junior Huila Pasto |
| Tolima          | 1 | Deportes Tolima                                            | Nacional Envigado F. C. DIM Millonarios Santa Fe Caldas Quindío Cortuluá América Cali Bucaramanga Tolima Unión Junior Huila Pasto |

## Torneo Apertura
| Pos | Equipo                 | Pts | PJ | PG | PE | PP | GF | GC | Dif |
| --- | ---------------------- | --- | -- | -- | -- | -- | -- | -- | --- |
| 1.  | América de Cali        | 40  | 22 | 11 | 7  | 4  | 42 | 27 | 15  |
| 2.  | Atlético Nacional      | 36  | 22 | 9  | 9  | 4  | 25 | 18 | 7   |
| 3.  | Once Caldas            | 34  | 22 | 9  | 7  | 6  | 35 | 19 | 16  |
| 4.  | Junior                 | 34  | 22 | 9  | 7  | 6  | 34 | 34 | 0   |
| 5.  | Deportes Tolima        | 32  | 22 | 7  | 11 | 4  | 25 | 20 | 5   |
| 6.  | Deportivo Cali         | 31  | 22 | 9  | 4  | 9  | 37 | 41 | -4  |
| 7.  | Cortuluá               | 31  | 22 | 8  | 7  | 7  | 31 | 31 | 0   |
| 8.  | Independiente Medellín | 30  | 22 | 6  | 12 | 4  | 26 | 20 | 6   |
| 9.  | Atlético Bucaramanga   | 27  | 22 | 5  | 12 | 5  | 30 | 24 | 6   |
| 10. | Santa Fe               | 26  | 22 | 6  | 8  | 8  | 23 | 26 | -3  |
| 11. | Millonarios            | 25  | 22 | 5  | 10 | 7  | 25 | 34 | -9  |
| 12. | Deportivo Pasto        | 25  | 22 | 4  | 13 | 5  | 32 | 32 | 0   |
| 13. | Deportes Quindío       | 24  | 22 | 6  | 6  | 10 | 32 | 40 | -8  |
| 14. | Envigado F. C.         | 22  | 22 | 6  | 4  | 12 | 21 | 32 | -11 |
| 15. | Unión Magdalena        | 22  | 22 | 4  | 10 | 8  | 31 | 38 | -7  |
| 16. | Atlético Huila         | 20  | 22 | 3  | 11 | 8  | 18 | 31 | -13 |

 Pts=Puntos; PJ=Partidos jugados; G=Partidos ganados; E=Partidos empatados; P=Partidos perdidos; GF=Goles a favor; GC=Goles en contra; Dif=Diferencia de gol
|  | Clasificado a la final del año. |

## Torneo Finalización
| Pos | Equipo                 | Pts | PJ | PG | PE | PP | GF | GC | Dif |
| --- | ---------------------- | --- | -- | -- | -- | -- | -- | -- | --- |
| 1.  | Millonarios            | 42  | 22 | 10 | 12 | 0  | 31 | 14 | 17  |
| 2.  | Cortuluá               | 38  | 22 | 10 | 8  | 4  | 29 | 19 | 10  |
| 3.  | Independiente Medellín | 35  | 22 | 10 | 5  | 7  | 32 | 29 | 3   |
| 4.  | Junior                 | 35  | 22 | 10 | 5  | 7  | 27 | 24 | 3   |
| 5.  | Deportivo Cali         | 34  | 22 | 9  | 7  | 6  | 30 | 23 | 7   |
| 6.  | Atlético Nacional      | 34  | 22 | 9  | 7  | 6  | 31 | 25 | 6   |
| 7.  | Once Caldas            | 34  | 22 | 8  | 10 | 4  | 37 | 24 | 13  |
| 8.  | Deportivo Pasto        | 32  | 22 | 10 | 2  | 10 | 33 | 33 | 0   |
| 9.  | Atlético Bucaramanga   | 31  | 22 | 9  | 4  | 9  | 25 | 25 | 0   |
| 10. | América de Cali        | 29  | 22 | 7  | 8  | 7  | 28 | 26 | 2   |
| 11. | Envigado FC            | 28  | 22 | 8  | 4  | 10 | 25 | 33 | -8  |
| 12. | Deportes Tolima        | 27  | 22 | 8  | 3  | 11 | 26 | 27 | -1  |
| 13. | Santa Fe               | 23  | 22 | 5  | 8  | 9  | 25 | 30 | -5  |
| 14. | Unión Magdalena        | 22  | 22 | 5  | 7  | 10 | 22 | 31 | -9  |
| 15. | Deportes Quindío       | 18  | 22 | 4  | 6  | 12 | 25 | 45 | -17 |
| 16. | Atlético Huila         | 16  | 22 | 4  | 4  | 14 | 22 | 43 | -21 |

 Pts=Puntos; PJ=Partidos jugados; G=Partidos ganados; E=Partidos empatados; P=Partidos perdidos; GF=Goles a favor; GC=Goles en contra; DIF=Diferencia de gol
|  | Clasificado para los cuadrangulares semifinales. |
|  | Eliminado                                        |

## Cuadrangulares semifinales
La segunda fase del Torneo Finalización de 1999 consiste en los cuadrangulares semifinales. Estos los disputan los ocho mejores equipos del torneo distribuidos en dos grupos de cuatro equipos. Los ganadores de cada grupo se enfrentan en la final del segundo semestre .

#### Grupo A
| Pos | Equipo                 | Pts | PJ | PG | PE | PP | GF | GC | Dif |
| --- | ---------------------- | --- | -- | -- | -- | -- | -- | -- | --- |
| 1.  | Independiente Medellín | 11  | 6  | 3  | 2  | 1  | 10 | 9  | 1   |
| 2.  | Deportivo Cali         | 10  | 6  | 3  | 1  | 2  | 12 | 8  | 4   |
| 3.  | Millonarios            | 5   | 6  | 1  | 2  | 3  | 7  | 10 | -3  |
| 3.  | Once Caldas            | 5   | 6  | 0  | 5  | 1  | 5  | 7  | -2  |

 R=Clasificación en la fase de todos contra todos; Pts=Puntos; PJ=Partidos jugados; G=Partidos ganados; E=Partidos empatados; P=Partidos perdidos; GF=Goles a favor; GC=Goles en contra; DIF=Diferencia de gol
| Fecha 1 - 17 de noviembre de 1999 | Fecha 1 - 17 de noviembre de 1999 | Fecha 1 - 17 de noviembre de 1999 |
| Local                             | Resultado                         | Visitante                         |
| --------------------------------- | --------------------------------- | --------------------------------- |
| Medellín                          | 1 - 3                             | Cali                              |
| Caldas                            | 1 - 1                             | Millonarios                       |

| Fecha 2 - 21 de noviembre de 1999 | Fecha 2 - 21 de noviembre de 1999 | Fecha 2 - 21 de noviembre de 1999 |
| Local                             | Resultado                         | Visitante                         |
| --------------------------------- | --------------------------------- | --------------------------------- |
| Millonarios                       | 2 - 3                             | Medellín                          |
| Cali                              | 0 - 0                             | Caldas                            |

| Fecha 3 - 24 de noviembre de 1999 | Fecha 3 - 24 de noviembre de 1999 | Fecha 3 - 24 de noviembre de 1999 |
| Local                             | Resultado                         | Visitante                         |
| --------------------------------- | --------------------------------- | --------------------------------- |
| Caldas                            | 1 - 1                             | Medellín                          |
| Cali                              | 3-1                               | Millonarios                       |

| Fecha 4 - 28 de noviembre de 1999 | Fecha 4 - 28 de noviembre de 1999 | Fecha 4 - 28 de noviembre de 1999 |
| Local                             | Resultado                         | Visitante                         |
| --------------------------------- | --------------------------------- | --------------------------------- |
| Medellín                          | 1-1                               | Caldas                            |
| Millonarios                       | 2 - 1                             | Cali                              |

| Fecha 5 - 1 de diciembre de 1999 | Fecha 5 - 1 de diciembre de 1999 | Fecha 5 - 1 de diciembre de 1999 |
| Local                            | Resultado                        | Visitante                        |
| -------------------------------- | -------------------------------- | -------------------------------- |
| Cali                             | 1 - 2                            | Medellín                         |
| Millonarios                      | 0 - 0                            | Caldas                           |

| Fecha 6 - 5 de diciembre de 1999 | Fecha 6 - 5 de diciembre de 1999 | Fecha 6 - 5 de diciembre de 1999 |
| Local                            | Resultado                        | Visitante                        |
| -------------------------------- | -------------------------------- | -------------------------------- |
| Medellín                         | 2 - 1                            | Millonarios                      |
| Caldas                           | 2 - 4                            | Cali                             |

#### Grupo B
| Pos | Equipo            | Pts | PJ | PG | PE | PP | GF | GC | Dif |
| --- | ----------------- | --- | -- | -- | -- | -- | -- | -- | --- |
| 1.  | Atlético Nacional | 15  | 6  | 5  | 0  | 1  | 14 | 10 | 4   |
| 2.  | Junior            | 10  | 6  | 3  | 1  | 2  | 11 | 10 | 1   |
| 3.  | Cortuluá          | 8   | 6  | 2  | 2  | 2  | 10 | 10 | 0   |
| 3.  | Deportivo Pasto   | 1   | 6  | 0  | 1  | 5  | 7  | 12 | -5  |

 R=Clasificación en la fase de todos contra todos; Pts=Puntos; PJ=Partidos jugados; G=Partidos ganados; E=Partidos empatados; P=Partidos perdidos; GF=Goles a favor; GC=Goles en contra; DIF=Diferencia de gol
| Fecha 1 - 17 de noviembre de 1999 | Fecha 1 - 17 de noviembre de 1999 | Fecha 1 - 17 de noviembre de 1999 |
| Local                             | Resultado                         | Visitante                         |
| --------------------------------- | --------------------------------- | --------------------------------- |
| Atlético Junior                   | 1 - 2                             | Atlético Nacional                 |
| Cortuluá                          | 2 - 1                             | Deportivo Pasto                   |

| Fecha 2 - 21 de noviembre de 1999 | Fecha 2 - 21 de noviembre de 1999 | Fecha 2 - 21 de noviembre de 1999 |
| Local                             | Resultado                         | Visitante                         |
| --------------------------------- | --------------------------------- | --------------------------------- |
| Atlético Nacional                 | 3 - 2                             | Cortuluá                          |
| Deportivo Pasto                   | 2 - 3                             | Atlético Junior                   |

| Fecha 3 - 24 de noviembre de 1999 | Fecha 3 - 24 de noviembre de 1999 | Fecha 3 - 24 de noviembre de 1999 |
| Local                             | Resultado                         | Visitante                         |
| --------------------------------- | --------------------------------- | --------------------------------- |
| Atlético Nacional                 | 3 - 2                             | Deportivo Pasto                   |
| Cortuluá                          | 1 - 1                             | Atlético Junior                   |

| Fecha 4 - 28 de noviembre de 1999 | Fecha 4 - 28 de noviembre de 1999 | Fecha 4 - 28 de noviembre de 1999 |
| Local                             | Resultado                         | Visitante                         |
| --------------------------------- | --------------------------------- | --------------------------------- |
| Atlético Junior                   | 2 - 1                             | Cortuluá                          |
| Deportivo Pasto                   | 0 - 1                             | Atlético Nacional                 |

| Fecha 5 - 1 de diciembre de 1999 | Fecha 5 - 1 de diciembre de 1999 | Fecha 5 - 1 de diciembre de 1999 |
| Local                            | Resultado                        | Visitante                        |
| -------------------------------- | -------------------------------- | -------------------------------- |
| Atlético Nacional                | 2 - 1                            | Atlético Junior                  |
| Deportivo Pasto                  | 0 - 0                            | Cortuluá                         |

| Fecha 6 - 5 de diciembre de 1999 | Fecha 6 - 5 de diciembre de 1999 | Fecha 6 - 5 de diciembre de 1999 |
| Local                            | Resultado                        | Visitante                        |
| -------------------------------- | -------------------------------- | -------------------------------- |
| Atlético Junior                  | 3 - 2                            | Deportivo Pasto                  |
| Cortuluá                         | 4 - 3                            | Atlético Nacional                |

 R=Clasificación en la fase de todos contra todos; Pts=Puntos; PJ=Partidos jugados; G=Partidos ganados; E=Partidos empatados; P=Partidos perdidos; GF=Goles a favor; GC=Goles en contra; DIF=Diferencia de gol
|  | Clasificados a la final del segundo torneo. |
|  | Eliminado                                   |

### Final Torneo Finalización
| Fecha                                                                           | Ciudad   | Equipo local           | Resultado | Equipo visitante       |
| ------------------------------------------------------------------------------- | -------- | ---------------------- | --------- | ---------------------- |
| 8 de diciembre                                                                  | Medellín | Independiente Medellín | 0 - 0     | Atlético Nacional      |
| 12 de diciembre                                                                 | Medellín | Atlético Nacional      | 1 - 0     | Independiente Medellín |
| Atlético Nacional es el ganador del finalización con el marcador global de 1-0. |          |                        |           |                        |

## Reclasificación
En la tabla de reclasificación se resumen todos los partidos jugados por los 16 equipos entre los meses de febrero y noviembre en los torneos Apertura y Finalización.
| Pos | Equipo                 | Pts | PJ | PG | PE | PP | GF | GC | Dif |
| --- | ---------------------- | --- | -- | -- | -- | -- | -- | -- | --- |
| 1.  | Atlético Nacional      | 91  | 52 | 24 | 19 | 11 | 72 | 54 | 18  |
| 2.  | Junior                 | 79  | 50 | 22 | 13 | 15 | 72 | 68 | 4   |
| 3.  | Cortuluá               | 77  | 50 | 20 | 17 | 13 | 70 | 60 | 10  |
| 4.  | Independiente Medellín | 77  | 52 | 19 | 20 | 13 | 68 | 59 | 9   |
| 5.  | Deportivo Cali         | 75  | 50 | 21 | 12 | 17 | 79 | 72 | 7   |
| 6.  | Once Caldas            | 73  | 50 | 17 | 22 | 11 | 77 | 50 | 27  |
| 7.  | Millonarios            | 72  | 50 | 16 | 24 | 10 | 63 | 58 | 5   |
| 8.  | América de Cali        | 71  | 44 | 18 | 17 | 11 | 71 | 54 | 17  |
| 9.  | Deportes Tolima        | 59  | 44 | 15 | 14 | 15 | 51 | 47 | 4   |
| 10. | Atlético Bucaramanga   | 58  | 44 | 14 | 16 | 14 | 55 | 49 | 6   |
| 11. | Deportivo Pasto        | 58  | 50 | 14 | 16 | 20 | 72 | 77 | -5  |
| 12. | Envigado F. C.         | 50  | 44 | 14 | 8  | 22 | 46 | 65 | -19 |
| 13. | Santa Fe               | 49  | 44 | 11 | 16 | 17 | 48 | 56 | -8  |
| 14. | Unión Magdalena        | 44  | 44 | 9  | 17 | 18 | 53 | 69 | -16 |
| 15. | Deportes Quindío       | 42  | 44 | 10 | 12 | 22 | 60 | 85 | -25 |
| 16. | Atlético Huila         | 36  | 44 | 7  | 15 | 22 | 40 | 74 | -34 |

 Pts=Puntos; PJ=Partidos jugados; G=Partidos ganados; E=Partidos empatados; P=Partidos perdidos; GF=Goles a favor; GC=Goles en contra; DIF=Diferencia de gol
|  | Clasificado para la Copa Libertadores 2000.                               |
|  | Clasificado a la Copa Libertadores 2000, ganador del Torneo Apertura.     |
|  | Clasificado a la Copa Libertadores 2000, ganador del Torneo Finalización. |
|  | Eliminado.                                                                |
|  | Descendido a la Categoría Primera B.                                      |

## Final anual
| Fecha                                                                        | Ciudad   | Equipo local      | Resultado | Equipo visitante  |
| ---------------------------------------------------------------------------- | -------- | ----------------- | --------- | ----------------- |
| 16 de diciembre                                                              | Cali     | América de Cali   | 1 - 1     | Atlético Nacional |
| 19 de diciembre                                                              | Medellín | Atlético Nacional | 0 - 0     | América de Cali   |
| Atlético Nacional es el campeón mediante tiros desde el punto penal por 4-2. |          |                   |           |                   |

### Partido de ida
| 1  | Guardameta     | Diego Gómez       |     |
| 2  | Defensa        | Wilson Pérez      |     |
| 4  | Defensa        | Carlos González   |     |
| 14 | Defensa        | Pablo Navarro     |     |
| 16 | Defensa        | Jersson González  |     |
| 25 | Centrocampista | Alexander Perafán |     |
| 19 | Centrocampista | William Zapata    |     |
| 6  | Centrocampista | Fabián Vargas     |     |
| 8  | Centrocampista | Frankie Oviedo    |     |
| 9  | Delantero      | Julián Téllez     | 77' |
| 18 | Delantero      | Jairo Castillo    |     |
| DT | DT             | Jaime de La Pava  |     |

| 1  | Guardameta     | Miguel Calero        |     |
| 24 | Defensa        | Elkin Calle          |     |
| 15 | Defensa        | Wilmer Ortegón       |     |
| 16 | Defensa        | Samuel Vanegas       |     |
| 22 | Defensa        | Robinson Martínez    |     |
| 5  | Centrocampista | Pedro Álvarez        |     |
| 14 | Centrocampista | Dúmar Rueda          |     |
| 6  | Centrocampista | Freddy Grisales      | 90' |
| 9  | Delantero      | Carlos Vilarete      | 69' |
| 20 | Delantero      | Oswaldo Mackenzie    |     |
| 11 | Delantero      | León Darío Muñoz     | 71' |
| DT | DT             | Luis Fernando Suárez |     |

| 17 | Delantero | Leonardo Fabio Moreno | 77' |

| -  | Delantero      | Walter Escobar | 69' |
| 25 | Guardameta     | Milton Patiño  | 71' |
| 8  | Centrocampista | Andrés Estrada | 90' |

| Anotado | 34' | Jairo Castillo | 1-0 |

| Anotado | 87' | Oswaldo Mackenzie | 1-1 |

| Expulsado | 71' | Miguel Calero |

| Árbitro             | Flavio Rojas |
| Árbitros asistentes | Bandera de ? |
| Árbitros asistentes | Bandera de ? |

| 1  | Guardameta     | Diego Gómez       |     |
| 2  | Defensa        | Wilson Pérez      |     |
| 4  | Defensa        | Carlos González   |     |
| 14 | Defensa        | Pablo Navarro     |     |
| 16 | Defensa        | Jersson González  |     |
| 25 | Centrocampista | Alexander Perafán |     |
| 19 | Centrocampista | William Zapata    |     |
| 6  | Centrocampista | Fabián Vargas     |     |
| 8  | Centrocampista | Frankie Oviedo    |     |
| 9  | Delantero      | Julián Téllez     | 77' |
| 18 | Delantero      | Jairo Castillo    |     |
| DT | DT             | Jaime de La Pava  |     |

| 1  | Guardameta     | Miguel Calero        |     |
| 24 | Defensa        | Elkin Calle          |     |
| 15 | Defensa        | Wilmer Ortegón       |     |
| 16 | Defensa        | Samuel Vanegas       |     |
| 22 | Defensa        | Robinson Martínez    |     |
| 5  | Centrocampista | Pedro Álvarez        |     |
| 14 | Centrocampista | Dúmar Rueda          |     |
| 6  | Centrocampista | Freddy Grisales      | 90' |
| 9  | Delantero      | Carlos Vilarete      | 69' |
| 20 | Delantero      | Oswaldo Mackenzie    |     |
| 11 | Delantero      | León Darío Muñoz     | 71' |
| DT | DT             | Luis Fernando Suárez |     |

| 17 | Delantero | Leonardo Fabio Moreno | 77' |

| -  | Delantero      | Walter Escobar | 69' |
| 25 | Guardameta     | Milton Patiño  | 71' |
| 8  | Centrocampista | Andrés Estrada | 90' |

| Anotado | 34' | Jairo Castillo | 1-0 |

| Anotado | 87' | Oswaldo Mackenzie | 1-1 |

| Expulsado | 71' | Miguel Calero |

| Árbitro             | Flavio Rojas |
| Árbitros asistentes | Bandera de ? |
| Árbitros asistentes | Bandera de ? |

### Partido de vuelta
| 25 | Guardameta     | Milton Patiño        |  |
| 24 | Defensa        | Elkin Calle          |  |
| 16 | Defensa        | Samuel Vanegas       |  |
| 15 | Defensa        | Wilmer Ortegón       |  |
| 22 | Defensa        | Robinson Martínez    |  |
| 5  | Centrocampista | Pedro Álvarez        |  |
| 14 | Centrocampista | Dúmar Rueda          |  |
| 6  | Centrocampista | Freddy Grisales      |  |
| 20 | Delantero      | Oswaldo Mackenzie    |  |
| 10 | Delantero      | Néider Morantes      |  |
| 11 | Delantero      | León Darío Muñoz     |  |
| DT | DT             | Luis Fernando Suárez |  |

| 1  | Guardameta     | Diego Gómez       |  |
| 2  | Defensa        | Wilson Pérez      |  |
| 14 | Defensa        | Pablo Navarro     |  |
| 4  | Defensa        | Carlos González   |  |
| 16 | Defensa        | Jersson González  |  |
| 25 | Centrocampista | Alexander Perafán |  |
| 19 | Centrocampista | William Zapata    |  |
| 6  | Centrocampista | Fabián Vargas     |  |
| 8  | Centrocampista | Frankie Oviedo    |  |
| 9  | Delantero      | Julián Téllez     |  |
| 18 | Delantero      | Jairo Castillo    |  |
| DT | DT             | Jaime de La Pava  |  |

| Freddy Grisales   | Acierto de penal | 1:0 |                  |                       |
|                   |                  | 1:0 | Fallo de penal   | Frankie Oviedo        |
| Néider Morantes   | Acierto de penal | 2:0 |                  |                       |
|                   |                  | 2:0 | Fallo de penal   | Wilson Pérez          |
| Carlos Vilarete   | Acierto de penal | 3:0 |                  |                       |
|                   |                  | 3:1 | Acierto de penal | Leonardo Fabio Moreno |
| Oswaldo Mackenzie | Fallo de penal   | 3:1 |                  |                       |
|                   |                  | 3:2 | Acierto de penal | Julián Téllez         |
| Robinson Martínez | Acierto de penal | 4:2 |                  |                       |

| Árbitro             | Felipe Russi |
| Árbitros asistentes | Bandera de ? |
| Árbitros asistentes | Bandera de ? |

| 25 | Guardameta     | Milton Patiño        |  |
| 24 | Defensa        | Elkin Calle          |  |
| 16 | Defensa        | Samuel Vanegas       |  |
| 15 | Defensa        | Wilmer Ortegón       |  |
| 22 | Defensa        | Robinson Martínez    |  |
| 5  | Centrocampista | Pedro Álvarez        |  |
| 14 | Centrocampista | Dúmar Rueda          |  |
| 6  | Centrocampista | Freddy Grisales      |  |
| 20 | Delantero      | Oswaldo Mackenzie    |  |
| 10 | Delantero      | Néider Morantes      |  |
| 11 | Delantero      | León Darío Muñoz     |  |
| DT | DT             | Luis Fernando Suárez |  |

| 1  | Guardameta     | Diego Gómez       |  |
| 2  | Defensa        | Wilson Pérez      |  |
| 14 | Defensa        | Pablo Navarro     |  |
| 4  | Defensa        | Carlos González   |  |
| 16 | Defensa        | Jersson González  |  |
| 25 | Centrocampista | Alexander Perafán |  |
| 19 | Centrocampista | William Zapata    |  |
| 6  | Centrocampista | Fabián Vargas     |  |
| 8  | Centrocampista | Frankie Oviedo    |  |
| 9  | Delantero      | Julián Téllez     |  |
| 18 | Delantero      | Jairo Castillo    |  |
| DT | DT             | Jaime de La Pava  |  |

| Freddy Grisales   | Acierto de penal | 1:0 |                  |                       |
|                   |                  | 1:0 | Fallo de penal   | Frankie Oviedo        |
| Néider Morantes   | Acierto de penal | 2:0 |                  |                       |
|                   |                  | 2:0 | Fallo de penal   | Wilson Pérez          |
| Carlos Vilarete   | Acierto de penal | 3:0 |                  |                       |
|                   |                  | 3:1 | Acierto de penal | Leonardo Fabio Moreno |
| Oswaldo Mackenzie | Fallo de penal   | 3:1 |                  |                       |
|                   |                  | 3:2 | Acierto de penal | Julián Téllez         |
| Robinson Martínez | Acierto de penal | 4:2 |                  |                       |

| Árbitro             | Felipe Russi |
| Árbitros asistentes | Bandera de ? |
| Árbitros asistentes | Bandera de ? |

|                                      |
| Bandera de Colombia                  |
| Campeón Atlético Nacional 7.º título |

## Goleadores
| Jugador              | Equipos                | Goles |
| -------------------- | ---------------------- | ----- |
| Sergio Galván        | Once Caldas            | 26    |
| Márcio Cruz          | Cortuluá               | 22    |
| Marquinho            | Junior                 | 20    |
| Carlos Rendón        | Deportivo Pasto        | 19    |
| Julián Téllez        | América de Cali        | 19    |
| Iván René Valenciano | Independiente Medellín | 18    |

## Clasificación a torneos internacionales
| Clasificado como | Copa Libertadores 2000 | Copa Merconorte 2000 |
| ---------------- | ---------------------- | -------------------- |
| Colombia 1       | Atlético Nacional      | Atlético Nacional    |
| Colombia 2       | América de Cali        | América de Cali      |
| Colombia 3       | Junior                 | Millonarios          |

## Cambios de categoría
| Descendido a la Primera B | Ascendido a la Primera A |
| ------------------------- | ------------------------ |
| Unión Magdalena           | Real Cartagena           |